# Rogério Paes de Farias Corrêa
Rogério, właśc. Rogério Paes de Farias Corrêa (ur. 8 sierpnia 1959 w Porto Alegre) – piłkarz brazylijski występujący podczas kariery na pozycji pomocnika.

## Kariera klubowa
Karierę piłkarską Rogério zaczął w klubie SC Internacional w 1979. W lidze brazylijskiej zadebiutował 15 lutego 1981 w zremisowanym 0-0 meczu z Vitórią Salvador. Z Internacionalem zdobył mistrzostwo stanu Rio Grande do Sul – Campeonato Gaúcho w 1981.

## Kariera reprezentacyjna
Rogério występował w olimpijskiej reprezentacji Brazylii. W 1979 uczestniczył w Igrzyskach Panamerykańskich, na których Brazylia zdobyła złoty medal. Na turnieju w San Juan był wystąpił w dwóch meczach z Gwatemalą i Portoryko.